# Kormiłowka
Kormiłowka – osiedle typu miejskiego w Rosji, w obwodzie omskim. W 2009 liczyło 10 555 mieszkańców.